# Hollywood
Hollywood [hólivud] je mestna četrt Los Angelesa v ameriški zvezni državi Kaliforniji, ki leži severozahodno od mestnega središča. Zaradi svoje zgodovinske vloge kot središče ameriške filmske industrije se ime pogosto uporablja kot sinonim za ameriški film.
V zgodnjih letih kina so filme snemali po vseh ZDA, vendar so trije razlogi pripeljali do uveljavitve Hollywooda kot filmskega središča. Ti razlogi so:
1. podnebje - zagotovljenih 350 sončnih dni na leto;
2. velika raznolikost tamkajšnjega okolja;
3. družba Motion Picture Patents in kasneje sinonim za produkcijo ameriškega filma, televizije, videoiger, glasbe in zabavništva.

## Hollywoodski film
Tekoči trak sistema je proizvajal tehnično kvalitetne in strokovno narejene filme. Po navadi so bile to preproste, realistično podane pripovedi, saj časa za tveganje ali eksperimentiranje ni bilo. Med prvimi igranimi filmi so bile zgodovinske romance in priredbe romanov ter odrskih uspešnic. Nato pa so kmalu začeli nastajati tudi filmi, ki jih lahko razvrstimo v značilne filmske zvrsti.

### Vesterni
Vestern, s poudarkom na akciji, je bil idealen za nemi film. Številni igralci so se specializirali za vloge kavbojev. Vloge dobrih in slabih fantov so bile jasno razmejene. Po drugi svetovni vojni se je meja med dobrimi in slabimi zabrisala, črno bela različnost je zbledela in tradicionalnega ljudskega junaka so zamenjali bolj zapleteni liki. Filmi s precej drugačnim prizoriščem, denimo znanstveno fantastična serija Vojna zvezd, včasih veljajo za predelavo izvirnega obrazca vesterna.

### Gangsterski filmi
Z organiziranim kriminalom se je ukvarjalo kar nekaj nemih filmov, na primer Podzemlje (1927). Toda šele po prihodu zvoka in ameriški izkušnji s prohibicijo je gangsterski film postal priljubljena zvrst. Pogosto so temeljili na prepoznavnih resničnih kriminalcih.

### Glasbeni filmi - musicali
Z zvočnim filmom se je pojavil glasbeni film. Pevci in plesalci so kmalu postali najbolj dragocena hollywodska lastnina.

### Druge zvrsti
Med značilne hollywoodske filme sodijo tudi
- srhljivke,
- detektivke,
- filmi katastrofe,
- filmi o vojni,
- akcijski filmi,
- ljubezenski filmi,
- zgodovinske in socialne drame,
- komedije.